# James Whistler
James Whistler az amerikai Szökés című sorozat egyik kitalált szereplője. Chris Vance alakítja. A karakter a sorozat harmadik évadának premier epizódjában szerepelt először és főszereplő volt az évad folyamán.

## Háttér
James Whistler a CÉG egyik megbízott ügynöke, aki azért került a panamai Sona börtönbe, mert egy kocsmai verekedésben megölte Panama polgármesterének a fiát. Keveset tudunk a múltjáról, de a harmadik évad folyamán többször is azt állítja, hogy ő csak egy ausztrál halász. A börtönben vérdíjat tűztek ki a fejére, miután a polgármester felajánlotta, hogy aki megöli Whistlert, az rendkívüli tárgyaláson elnyeri szabadságát. Emiatt a börtönbe kerülése után a csatornarendszerben kell rejtőzködnie. Az egyetlen kapcsolata a külvilággal a barátnője volt, Sofia. A harmadik évadban Michael Scofield feladata az volt, hogy megszöktesse Whistlert a Sonából, habár többször is konfliktusba keveredik Michaellel a titokzatos múltja miatt. Később kiderül, hogy Whistler együttműködik Gretchen Morgannal.

## Szerepek

### 3. évad
James a Sona csatornájában bujkál a rabok elől, mivel vérdíj van a fején: aki végez vele, szabad ember lehet. Mikor Michael azt a feladatot kapja a CÉG-től, hogy szöktesse meg, egyből elkezdi szövögetni terveit. Michael és Lechero segítségével, James a rabok közé illeszkedik, majd segít Michaelnek a szökési tervben. Többször is meglátogatja őt barátnője, Sofia. Mivel az első szökési kísérlet nem sikerül, a CÉG helikopterekkel támadja meg a börtönt, hogy kihozza Whistlert, ám az akció nem sikerül. Később James elmondja Michaelnek, a CÉG azért akarja kijuttatni, mert a könyvében koordináták vannak elrejtve, amik fontosak számukra. 
A szökés után Whistler el akar menekülni Michael és Lincoln elől, ám a két fivér elfogja, mivel ki akarják cserélni LJ-re. A csere során kiderül, hogy Whistler a CÉG-nek dolgozik és hogy a könyv sem azért szükséges, mert koordináták vannak benne. Sofia elhagyja Jamest, mivel a férfi hazudott neki, így Whistler a CÉG-gel tart.

### 4. évad
A negyedik évad első epizódjában kiderül a teljes igazság, hogy Whistler mégsem a CÉG-nek dolgozik, hanem ellenkezőleg: annak megbuktatásán fáradozik évek óta. Egy hónappal a csere után, Whistler, Gretchen és Mahone egy fogadásra mennek Los Angeles-be, ahol Whistlernek egy adattároló kártyát kell megszereznie egy Jason Lief nevű férfitől. Ezen a kártyán a CÉG megbuktatásához szükséges adatok vannak, ezért kérte meg a CÉG, hogy szerezze vissza nekik. James azonban lemásolja a kártyát, az eredetit pedig magánál tartja. Miután megöli Jasont, egy találkát beszél meg Michaellel és Mahone-nal, ahol elmagyarázza, hogy a kártya nem más, mint a CÉG "feketekönyve". Rajta van a CÉG minden ügynökének neve, minden akciójuk. Ennek segítségével megbuktathatják a CÉG-et. Ám mielőtt átadhatná Michaelnek a kártyát, hátulról fejbelövi a CÉG új bérgyilkosa, Wyatt, majd visszaszerzi a kártyát.  
Halála után kiderül, hogy még a börtönbekerülése előtt, Cole Pfeiffer álnéven bérelt egy irodát a GATE nevű cégnél, mely alatt egy titkos átjáró van a Cég vezetőjének (Krantz tábornok) irodájába. 
Whistler a negyedik főszereplő, akit megölnek a sorozatban Veronica Donovan, John Abruzzi és Norman St. John/Lechero után, mivel Paul Kellerman nem halt meg.